# Liste des Trésors nationaux du Japon (écrits : livres japonais)
Pour les articles homonymes, voir Liste des Trésors nationaux du Japon.

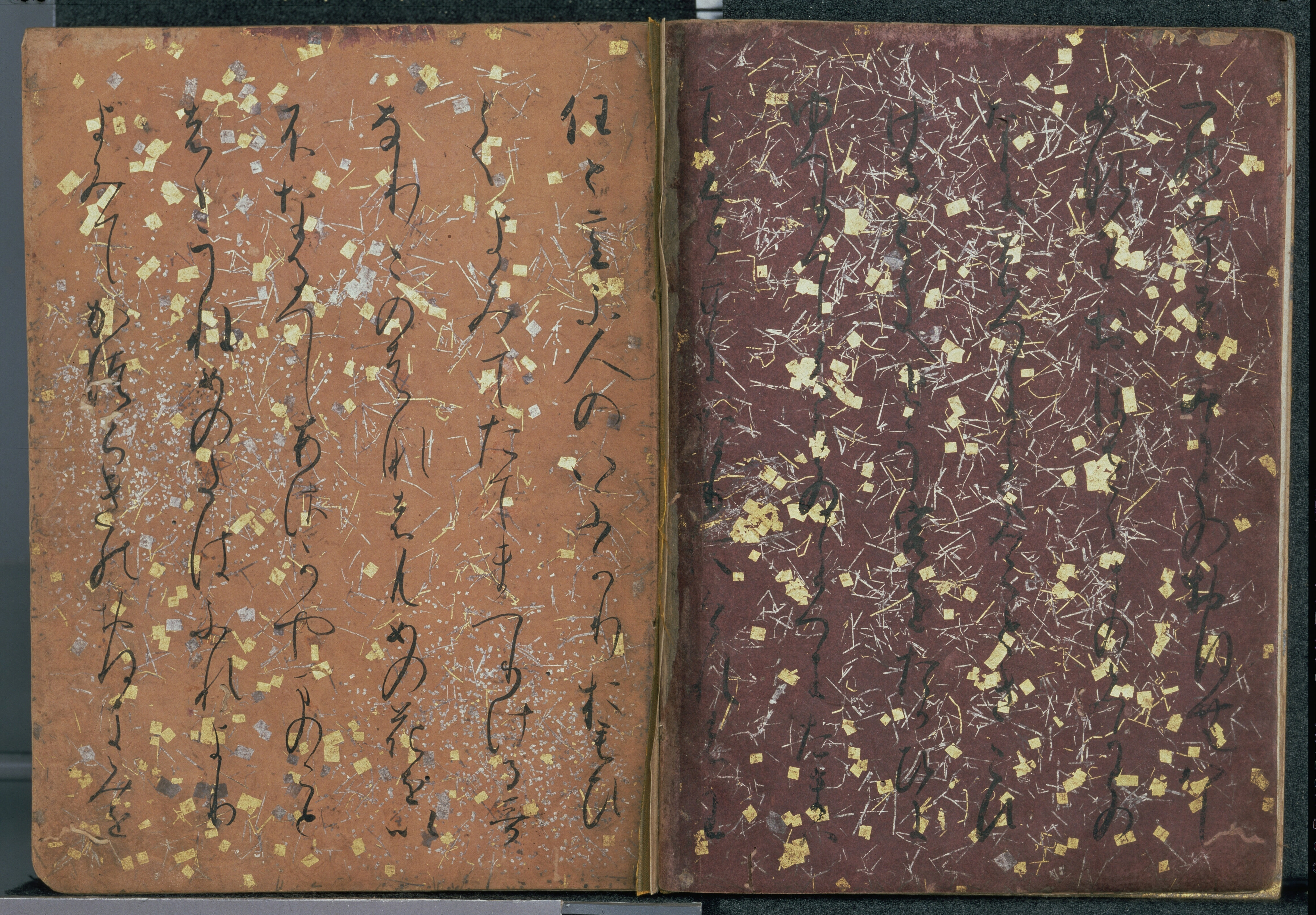
Partie du plus ancien manuscrit complet encore existant de l'anthologie poétique Kokin Wakashū.

Le terme « Trésor national » est utilisé depuis 1897 pour désigner les biens les plus précieux du patrimoine culturel du Japon,
bien que la définition et les critères ont changé depuis. Les documents inscrits sur la liste adhérent à la définition actuelle et ont été désignés « Trésors nationaux » conformément à la Loi sur la protection des biens culturels, entrée en vigueur le 9 juin 1951. Les items sont sélectionnés par le ministère de l'Éducation, de la Culture, des Sports, des Sciences et de la Technologie sur le fondement de leur « valeur artistique ou historique particulièrement élevée »,.
L'écriture arrive au Japon en provenance de Corée vers 400 AD (sous la forme de livres chinois), avec des ouvrages réalisés en Chine par des scribes immigrés du continent,,,. L'alphabétisation demeure à un niveau extrêmement marginal aux Ve et VIe siècles mais durant le VIIe siècle, un petit nombre de lettrés aristocrates japonais tel que le prince Shōtoku commencent à écrire en chinois à des fins officielles ou pour promouvoir le Bouddhisme,. À la fin du VIIe siècle, lecture et écriture sont devenues parties intégrantes de la vie de certains membres des classes dirigeantes et intellectuelles, en particulier au sein du gouvernement et des prêtres. Les premières œuvres de grande ampleur compilées au Japon sont les chroniques historiques Kojiki (712) et Nihon Shoki (720). Les autres premiers ouvrages japonais de l'époque de Nara comprennent des biographies du prince Shōtoku, de documents culturels et géographiques (fudoki) et le Man'yōshū, première anthologie de poésie japonaise. Toutes ces œuvres sont nécessairement écrites en chinois ou en un style japonais-chinois hybride sur le modèle des prototypes chinois. Le développement d'une écriture japonaise distincte (kana) au IXe siècle est le point de départ de l'âge classique de la littérature japonaise qui amène la création d'un certain nombre de nouveaux genres typiquement japonais de littérature, tels que les contes (monogatari) ou les journaux (nikki). En raison de l'intérêt de la cour de Heian et de son fort soutien à la littérature, la production écrite prospère, particulièrement aux Xe et XIe siècles.
Cette liste contient des livres de différents genres, composés aux périodes du Japon classique et du début du Japon féodal. Plus de la moitié des soixante-huit trésors inscrits sont des œuvres de poésie et de prose. Une autre grande partie consiste en ouvrages historiques tels que les manuscrits du Kojiki et du Nihon Shoki. Le reste sont des livres de différents types tels que des dictionnaires, des livres de droit, des biographies ou des partitions de musique. Les manuscrits de la liste datent de l'époque de Heian du IXe siècle jusqu'à l'époque d’Edo, la plupart datant de l'époque de Heian. Ils sont conservés dans des temples, des musées, des bibliothèques ou des archives, des universités et dans des collections privées.
Les items de cette liste représentent environ un tiers des deux-cent-vingt-trois Trésors nationaux dans la catégorie « Écrits ». Ils sont complétés par cinquante-six Trésors nationaux du Japon (livres chinois) et quatre-vingt-dix-neuf Trésors nationaux du Japon (autres écrits).

## Statistiques

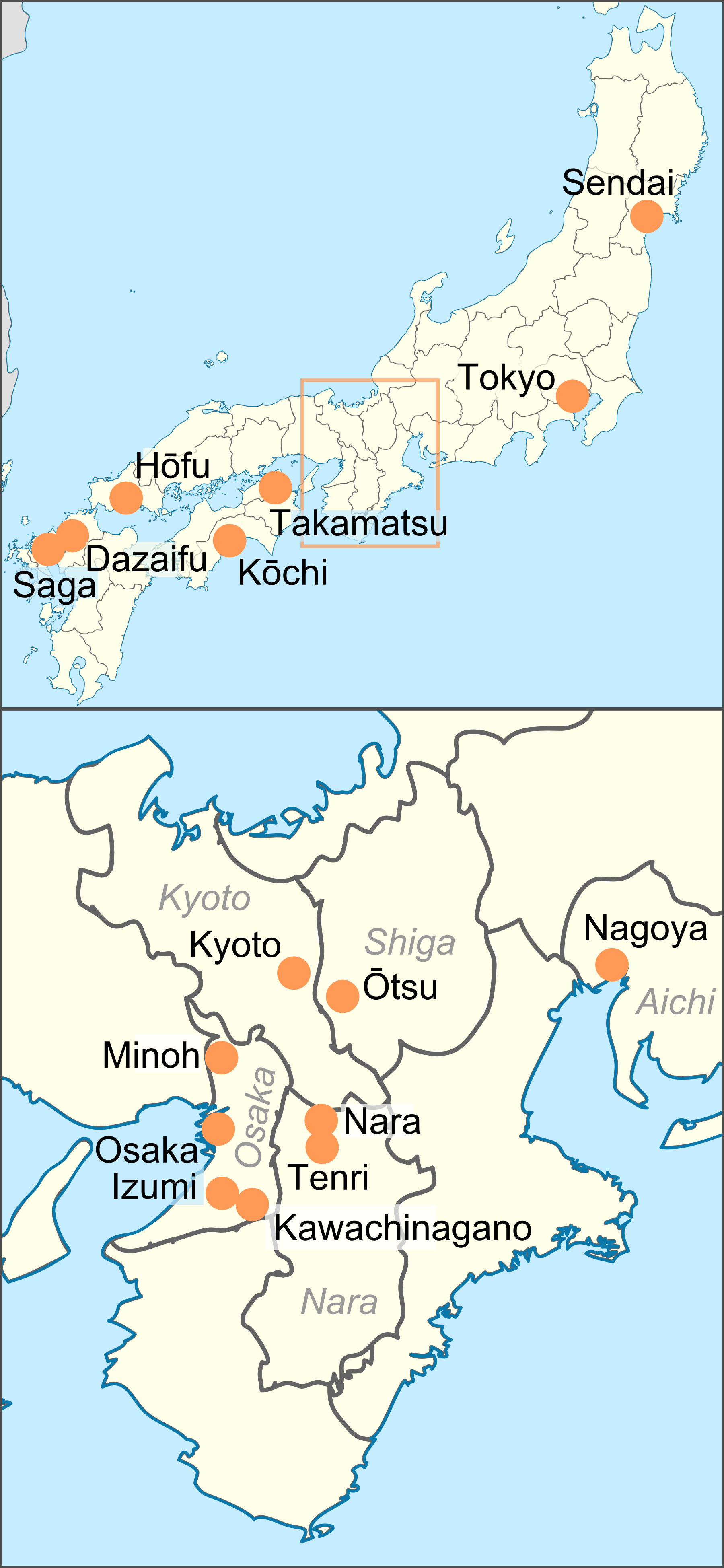
Carte indiquant l'emplacement des Trésors nationaux du Japon, écrits (livres japonais)

| Préfecture | Ville         | Trésor national |
| ---------- | ------------- | --------------- |
| Aichi      | Nagoya        | 1               |
| Fukuoka    | Dazaifu       | 1               |
| Kagawa     | Takamatsu     | 1               |
| Kōchi      | Kōchi         | 1               |
| Kyoto      | Kyoto         | 27              |
| Miyagi     | Sendai        | 1               |
| Nara       | Nara          | 2               |
| Nara       | Tenri         | 3               |
| Osaka      | Izumi         | 1               |
| Osaka      | Kawachinagano | 2               |
| Osaka      | Minoh         | 1               |
| Osaka      | Osaka         | 2               |
| Saga       | Saga          | 1               |
| Shiga      | Ōtsu          | 1               |
| Tokyo      | Tokyo         | 22              |
| Yamaguchi  | Hōfu          | 1               |

| Période.           | Trésors nationaux |
| ------------------ | ----------------- |
| Époque de Heian    | 50                |
| Époque de Kamakura | 16                |
| Époque Nanboku-chō | 2                 |

## Lecture des tableaux
Les colonnes du tableau (à l'exception des remarques et des images) sont triables en pressant les symboles en flèches. Le tableau suivant donne un aperçu de ce qui est inclus dans la liste et comment sont classées les œuvres.
- Nom : le nom tel qu'il est enregistré dans la base de données des Biens culturels nationaux[4].
- Auteurs : nom du ou des auteurs.
- Remarques : informations sur le type de document et son contenu.
- Année : période et année; les entrées de la colonne trient par année. Si seule une période est connue, elles trient par l'année de début de cette période.
- Format : type principal, technique et dimensions; les entrées de colonnes classent par type principal : rouleau (comprend les rouleaux à main et les lettres), livres (comprend les albums, les livres ordinaires reliés et les livres reliés par fukuro-toji)[nb 3] et autres (comprend rouleaux suspendus).
- Emplacement actuel : « temple/musée/nom de sanctuaire, nom de ville, nom de préfecture ». Les entrées de la colonne trient selon « nom de la préfecture, nom de la ville ».
- Image : image du manuscrit ou d'un document caractéristique d'un groupe de manuscrits.

## Trésors

### Littérature japonaise
L'adaptation de l'écriture chinoise, introduite au Ve siècle ou au VIe siècle au Japon, suivie du développement au IXe siècle d'une écriture plus adaptée à la langue japonaise, se reflète dans la littérature japonaise ancienne et classique du VIIe siècle au XIIIe siècle. Ce processus amène également des genres uniques de la littérature japonaise à évoluer à partir des œuvres antérieures sur le modèle des prototypes chinois,. Les plus anciennes traces de la littérature japonaise datent du VIIe siècle et consistent en vers (waka) et poésie écrite en chinois par des poètes japonais (kanshi),,. Alors que ces derniers montrent peu de mérite littéraire par rapport à l'important volume de poèmes composés en Chine, la poésie waka fait de grand progrès à l'époque de Nara, atteignant un point culminant avec le Man'yōshū, anthologie de plus de quatre mille pièces, essentiellement de poésies tanka (« court poème ») du milieu du VIIe siècle au milieu du XIIIe siècle,,. Jusqu'au IXe siècle, les textes en langue japonaise  sont écrits en sinogrammes via le système d'écriture man'yōgana, utilisant généralement la valeur phonétique des caractères. Comme les passages plus longs écrits dans ce système deviennent trop longs à manipuler, le man'yōgana est utilisé principalement pour la poésie tandis que le chinois classique est réservé pour la prose
,,. Par conséquent, les passages en prose dans le Man'yoshu sont en chinois et le  Kojiki (712), la plus ancienne chronique encore existante, utilise le man'yōgana seulement pour les chansons et les poèmes,.
Le développement du kana, système d'écriture vraiment japonais, dans la seconde moitié du IXe siècle est une réussite véritablement révolutionnaire. Cette nouvelle écriture permet aux auteurs japonais d'écrire plus facilement dans leur propre langue et amène une variété de la littérature en prose vernaculaire au Xe siècle avec les contes (monogatari) et les journaux intimes poétiques (nikki),,. La poésie japonaise waka et la prose atteignent leur plus hauts développements autour du Xe siècle, soutenues par la reprise générale des valeurs traditionnelles et le statut élevé attribué à la littérature par la cour de Heian,,. L'époque de Heian (794 à 1185) est ainsi généralement considérée comme l'âge classique de la littérature japonaise. Étant la langue de l'érudition, du gouvernement et de la religion, le chinois est encore pratiquée par la noblesse masculine du Xe siècle, tandis que pour l'essentiel, les femmes de l'aristocratie écrivent des journaux, des mémoires, de  la poésie et de la fiction dans la nouvelle écriture. Genji monogatari écrit au début du XIe siècle par une femme de la noblesse, (Murasaki Shikibu) est selon Helen Craig McCullough « l'accomplissement le plus impressionnant de la civilisation Heian ».
Un autre genre littéraire appelé setsuwa (« narration informative ») remonte aux mythes, légendes, contes populaires et anecdotes transmis oralement. Le setsuwa comprend les plus anciens contes japonais, à l'origine influencés par le Bouddhisme et dont la visée est éducative,. La plus ancienne collection setsuwa est le Nihon Ryōiki (début du IXe siècle). L'intérêt religieux et social croissant de l'aristocratie entraîne un renouveau des compilations setsuwa à la fin du XIe siècle, commençant avec le Konjaku Monogatarishū,. L'exceptionnelle qualité du Dit du Genji influence la littérature bien avant dans les XIe et XIIe siècles,. Nombre des monogatari et quelques-uns des meilleurs traités de poétique sont écrits au début de l'époque de Kamakura (vers 1200).

#### Waka
La poésie waka (lit. « poème japonais ») ou uta (chanson) est un genre important de la littérature japonaise. Le terme trouve son origine à l'époque de Heian pour distinguer la poésie en langue japonaise de la poésie kanshi écrite en chinois par des auteurs japonais,. Le style waka est issu de la tradition orale des contes, festivals et rituels et commence à être écrit au VIIe siècle,,. Durant la période Asuka et l'époque de Nara, le genre waka comprend un certain nombre de formes poétiques telles que le tanka, le chōka (« poème long »), les bussokusekika, le sedōka (« poème mémorisé ») et le katauta (« fragment de poème »), mais seuls les tanka de trente-et-une syllabes survivent au Xe siècle,,. Le Man'yōshū, du milieu du VIIIe siècle, est le premier document du début de la poésie japonaise et la première anthologie waka,. Il contient les trois principales formes de poésie de l'époque de sa compilation : Quatre mille deux cents tanka, deux cent soixante chōka et soixante sedōka datant de plus d'un siècle avant 759,,.
Le début du IXe siècle cependant est une période d'imitation direct des modèles chinois, ce qui fait du kanshi la forme majeure de la poésie de l 'époque,. À la fin du IXe siècle, l'usage du waka et le développement de l'écriture kana est un processus simultané qu'accompagne la renaissance générale des valeurs traditionnelles, culminant avec la compilation de la première  anthologie waka impériale, le Kokinshū en 905,. Celle-ci est suivie du Gosen Wakashū en 951. Sept anthologies impériales en tout sont compilées à l'époque de Heian,. Les principaux sujets de la poésie sont l'amour et les quatre saisons et les normes de vocabulaire, de grammaire et de style mis en place dans le Kokinshu dominent la composition waka jusqu'au XIXe siècle,,.
Pour réussir dans leur vie publique et privée, il est indispensable aux aristocrates de l'époque de Heian de composer couramment le waka et de savoir l'apprécier, d'avoir une connaissance approfondie de la musique et de sa pratique ainsi que de la calligraphie,,. La poésie est d'usage dans les conversations spirituelles, dans les notes d'invitation, de remerciement ou de condoléances et pour la correspondance entre amis et amants,,. Certains des plus beaux poèmes de l'époque de Heian proviennent de membres de la société de cour de la classe moyenne tels que les dames de compagnie ou les fonctionnaires de rang moyen. Les concours de poésie (utaawase), au cours desquels les poètes composent sur un thème donné des poésies destinées à être jugées par un particulier se déroulent à partir de 885 et deviennent une activité régulière des courtisans Heian à partir du Xe siècle,,. Les jugements des concours amènent à la rédaction d'écrits sur la théorie waka ainsi qu'à des études critiques. Des poèmes de ces concours sont inclus dans les anthologies impériales,. Les théories critiques et les poèmes des anthologies (particulièrement le Kokinshū), servent de références pour les jugements des concours. Les utaawase continuent d'être organisés jusqu'à la fin du XIe siècle, plutôt comme événements sociaux que littéraires. Tenus dans l'opulence et dans un esprit d'amicale rivalité, ils comprennent des chantres, des scribes, des conseillers, des musiciens devant un public,. Durant l'époque de Heian, les waka sont souvent collationnés dans de grandes anthologies telles que le Man'yōshū ou le Kokinshū, ou de plus petites collections privées des œuvres d'une poète unique. Le waka figure aussi en bonne place dans toutes sortes d'œuvres littéraires en prose dont les monogatari, les journaux intimes et les ouvrages historiques,. Le Dit du Genji contient huit cents waka à lui seul.
À la fin de l'époque de Heian, l'aristocratie perd son pouvoir politique et économique au profit des clans de guerriers mais conserve le prestige de gardienne de la haute culture et de la littérature,. La nostalgie pour le passé de la cour de Heian, considéré alors comme le passé japonais classique (par opposition au passé chinois), créé une renaissance dans les arts et conduit à une floraison du waka au début de l'époque de Kamakura,,. Les poètes de rang moyen et inférieur, tels que Fujiwara no Shunzei, Saigyō Hōshi et Fujiwara no Teika, analysent les œuvres précédentes, écrivent des commentaires critiques et ajoutent à la poésie waka de nouvelles valeurs esthétiques telle que le yūgen,,. Quelques-unes des meilleures anthologies impériales et les meilleures anthologies poétiques, comme le Korai fūteishō de Shunzei, sont créées au début de l'époque de Kamakura. Le public s'étend de l'aristocratie aux guerriers de haut rang et aux prêtres qui commencent à composer des waka
,,. Au XIVe siècle, les vers liés, ou renga, supplantent le poésie waka en importance,.
Il y a vingt-neuf trésors nationaux de quatorze collections de waka et deux ouvrages sur le style waka, dont les compilations ont été faites entre le VIIIe siècle et le milieu du XIIIe siècle, la plupart datant de l'époque de Heian. Les deux ouvrages sur la théorie waka sont le Wakatai jisshu (945) et le Korai fūteishō (1197). Les collections comprennent les deux premières anthologies waka impériales : le Kokinshū (905, dix trésors) et le Gosen Wakashū (951); sept anthologies privées : le Man'yōshū (après 759, trois trésors), le Shinsō Hishō (1008), le Nyūdō Udaijin-shū (avant 1065), le Sanjūrokunin Kashū (ca. 1112), le Ruijū Koshū (avant 1120), le Shūi Gusō (1216), le Myōe Shōnin Kashū (1248) et les contenus de cinq utaawase, dont un contenu imaginaire (kasen utaawase), l'édition Konoe de « la compétition de poésie en dix rouleaux » (trois trésors), l'utaawase Ruijū, « la compétition de poésie en vingt-neuf manches » au sanctuaire Hirota et le verbatim de « la compétition de poésie en quinze manches ». Les manuscrits désignés de ces œuvres trouvées dans cette liste datent des époques de Heian et Kamakura.
| Nom | Auteurs                                                                       | Remarques | Année | Format | Emplacement actuel                                                                        | Image |
| --- | ----------------------------------------------------------------------------- | --- | --- | --- | ----------------------------------------------------------------------------------------- | ----- |
| Collection des dix mille feuilles (万葉集, Man'yōshū),                                                                                        | Peut-être Fujiwara no Korefusa (藤原伊房), petit-fils de Fujiwara no Yukinari | Aussi appelée Édition Aigami (ou Édition Ranshi) d'après le papier teint en bleu; la transcription aurait été terminée en seulement quatre jours (selon la postface du premier volume); écrit dans un style masculin atypique pour la période         | Fin de l'époque de Heian | Fragments d'un rouleau (vol. 9), encre sur aigami papier teint, 26,6 × 11,33 cm                                                                               | Musée national de Kyoto, Kyoto                                                            |       |
| Collection des dix mille feuilles (万葉集, Man'yōshū) ou Kanazawa Manyō (金沢万葉)                                                            | inconnu                                                                       | Transmis au sein du clan Maeda dont le quartier général est à Kanazawa | Époque de Heian, XIe siècle | Un livre relié (fragments du vol. 3 (deux feuilles) et 6 (cinq feuilles), encre sur papier décoratif avec cinq dessins colorés (彩牋, saisen), 21,8 × 13,6 cm | Maeda Ikutokukai, Tokyo                                                                   |       |
| Anthologie des dix mille feuilles, édition Genryaku (元暦校本万葉集, Genryaku kōbon Man'yōshū)                                                | divers                                                                        | Édition Man'yōshū comprenant le plus grand nombre de poèmes | Époque de Heian, XIe siècle; vol. 6: Époque de Kamakura, XIIe siècle; Postface du 9 juin 1184 sur le vol. 20                     | Vingt livres reliés par fukuro-toji. Encre sur papier décoré, 25 × 17 cm                                                                                      | Musée national de Tokyo, Tokyo                                                            |       |
| Poèmes japonais des temps anciens et modernes (古今集, Kokinshū)                                                                              | Attribué à Fujiwara no Kiyosuke (藤原清輔)                                    | | Époque de Heian, XIIe siècle | Deux livres reliés | Maeda Ikutokukai, Tokyo                                                                   |       |
| Poèmes japonais des temps anciens et modernes (古今集, Kokinshū), édition Kōya                                                                | Inconnu                                                                       | Plus ancien manuscrit existant du Kokin Wakashū | Époque de Heian | Fragments du rouleau 19 | Maeda Ikutokukai, Tokyo                                                                   |       |
| Poèmes japonais des temps anciens et modernes (古今和歌集, Kokin Wakashū), édition Gen'ei,                                                    | Peut-être Fujiwara no Sadazane (藤原定実), petit-fils de Fujiwara no Yukinari | Plus ancien manuscrit complet du Kokin Wakashū | Époque de Heian, 24 juillet 1120                                                                                                 | Deux livres reliés, encre sur papier décoratif, 21,1 × 15,5 cm                                                                                                | Musée national de Tokyo, Tokyo                                                            |       |
| Poèmes japonais des temps anciens et modernes (古今和歌集, Kokin Wakashū), édition Manshu-in                                                  | Inconnu                                                                       | | Époque de Heian, XIe siècle | Un rouleau, encre sur papier coloré | Manshu-in, Kyoto                                                                          |       |
| Poèmes japonais des temps anciens et modernes (古今和歌集, Kokin Wakashū)                                                                     | Transcription par Fujiwara no Teika                                           | Avec des lettres impériales de l'empereur Go-Tsuchimikado, empereur Go-Nara et le brouillon d'une lettre de l'empereur Go-Kashiwabara | Époque de Kamakura, 9 avril 1226                                                                                                 | Un livre relié | Reizei-ke Shiguretei Bunko (冷泉家時雨亭文庫), Kyoto                                      |       |
| Poèmes japonais des temps anciens et nouveaux (古今和歌集, Kokin Wakashū), édition Kōya                                                       | Inconnu                                                                       | Plus ancien manuscrit existant du Kokin Wakashū | Époque de Heian, XIe siècle | Un rouleau (no. 5), encre sur papier décoratif, 26,4 × 573,6 cm                                                                                               | Collection privée, Tokyo                                                                  |       |
| Poèmes japonais des temps anciens et modernes (古今和歌集, Kokin Wakashū), Honami edition,                                                    | Inconnu                                                                       | Le nom de l'édition renvoie au peintre Honami Kōetsu qui possédait ce rouleau; quarante-neuf waka du douzième volume (« Poèmes d'amour », II); écrit sur du papier chinois importé, orné de dessins de bambou et de pêches en fleurs imprimés au mica | Fin de l'époque de Heian, XIe siècle                                                                                             | Fragements d'un rouleau (no 12), encre sur papier décoré. 16,7 × 317,0 cm                                                                                     | Musée national de Kyoto, Kyoto                                                            |       |
| Poèmes japonais des temps anciens et modernes (古今和歌集, Kokin Wakashū), Kōya edition                                                       | Inconnu                                                                       | Plus ancien manuscrit existant du Kokin Wakashū | Époque de Heian, XIe siècle | Un rouleau (no 20) | Trésor et archives de la famille Tosa Yamauchi, Kōchi, préfecture de Kōchi                |       |
| Poèmes japonais de temps anciens et modernes (古今和歌集, Kokin Wakashū), Kōya edition                                                        | Peut-être Fujiwara no Yukinari                                                | Plus ancien manuscrit existant du Kokin Wakashū | Époque de Heian, XIe siècle | Un rouleau (no 8), encre sur papier décoré | Mōri Museum (毛利博物館), Hōfu, Préfecture de Yamaguchi                                   |       |
| Préface aux poèmes japonais des temps anciens et modernes (古今和歌集序, Kokin Wakashū-jō)                                                    | Attribué à Minamoto no Shunrai                                                | | Époque de Heian, XIIe siècle | Un rouleau manuel, trente-trois feuilles, encre sur papier coloré                                                                                             | Musée d'art d'Okura, Tokyo                                                                |       |
| Collection tardive (後撰和歌集, Gosen Wakashū)                                                                                                | Collationné par Fujiwara no Teika                                             | 1.425 poèmes, principalement ceux rejetés pour inclusion dans le Kokin Wakashū | Époque de Kamakura, 2 mars 1234                                                                                                  | Un livre relié | Reizei-ke Shiguretei Bunko (冷泉家時雨亭文庫), Kyoto                                      |       |
| Concours de poésie (歌合, utaawase), édition en dix volumes                                                                                   | Prétendument du prince Munetaka                                               | Transmis au sein du clan Konoe | Époque de Heian, XIe siècle | Cinq rouleaux (vol. 1, 2, 3, 8, 10), encre sur papier | Maeda Ikutokukai, Tokyo                                                                   |       |
| Concours de poésie (歌合, utaawase), édition en dix volumes                                                                                   | Prétendument du prince Munetaka                                               | Transmis au sein du clan Konoe | Époque de Heian, XIe siècle | Un volumen (vol. 6), encre sur papier, 28,8 × 284,1 cm | Yōmei Bunko, Kyoto                                                                        |       |
| Concours de poésie de grands poètes (歌仙歌合, kasen utaawase)                                                                                | Attribué à Fujiwara no Yukinari                                               | Poèmes dans le style deux colonnes de trente fameux poètes dont Kakinomoto no Hitomaro et Ki no Tsurayuki | Époque de Heian, mid XIe siècle                                                                                                  | Un rouleau, encre sur papier | Kobuso Memorial Museum of Arts, Izumi (和泉市久保惣記念美術館), Izumi, Préfecture d'Osaka |       |
| Poèmes du concours de poésie auquel a participé l'impératrice durant l'ère Kanpyō (寛平御時后宮歌合, kanpyō no ontoki kisai no miya utaawase) | Prétendument prince Munetaka                                                  | Ce rouleau fait partie du quatrième des dix rouleaux Concours de poésie en dix rouleaux qui se transmet au sein du clan Konoe; il contient trente-six des quarante-trois poèmes existants de cette collection                                         | Époque de Heian, XIe siècle | Un volume, encre sur papier, 28,8 × 1 133,2 cm | Musée national de Tokyo, Tokyo                                                            |       |
| Vers fous du chambellan de la cour (拾遺愚草, Shūi gusō, lit.: « glanage des herbes folles »)                                                 | Fujiwara no Teika                                                             | Anthologie privée de 2.885 poèmes de Fujiwara no Teika | Époque de Kamakura, 1216 | Trois livre reliés | Reizei-ke Shiguretei Bunko (冷泉家時雨亭文庫), Kyoto                                      |       |
| Notes sur les styles poétiques au cours des âges (古来風躰抄, korai fūteishō)                                                                 | Fujiwara no Shunzei                                                           | (Première) édition originale | Époque de Kamakura, 1197 | Deux livres reliés | Reizei-ke Shiguretei Bunko (冷泉家時雨亭文庫), Kyoto                                      |       |
| Concours de poésie en quinze manches (十五番歌合, Jūgoban utaawase)                                                                           | Fujiwara no Korefusa (藤原伊房), petit-fils de Fujiwara no Yukinari           | | Époque de Heian, XIe siècle | Un volumen, papier coloré, 25,3 × 532,0 cm | Maeda Ikutokukai, Tokyo                                                                   |       |
| Compétition de poésie en vingt-neuf manches au sanctuaire Hirota (広田社二十九番歌合, Hirota-sha nijūkuban utaawase)                          | Fujiwara no Shunzei                                                           | | Époque de Heian, 1172 | Trois rouleaux, encre sur papier | Maeda Ikutokukai, Tokyo                                                                   |       |
| Dix variétés de style waka (和歌躰十種, Wakatai jisshu)                                                                                       | Peut-être Fujiwara no Tadaie                                                  | Discussion sur les dix styles waka avec cinq exemples écrits chacun en hiragana; also named "Ten Styles of Tadamine" after the purported author of the 945 original work, Mibu no Tadamine; plus ancien manuscrit existant de cette œuvre             | Époque de Heian, circa 1000 | un volumen, encre sur papier décoratif, 26,0 × 324,0 cm; un rouleau suspendu (fragment d'un livre), encre sur papier décoratif, 26,0 × 13,4 cm                | Musée national de Tokyo, Tokyo                                                            |       |
| Collection des trente-six grands poètes (三十六人家集, sanjūrokunin kashū), édition Nishi-Hongan-ji                                           | Inconnu                                                                       | Une lettre de l'empereur Go-Nara est jointe à la nomination de Go-Nara | Époque de Heian, vers 1100 (trente-deux livres reliés); époque de Kamakura (un livre relié), époque d'Edo (quatre livres reliés) | Trente-sept livres reliés | Nishi-Hongan-ji, Kyoto                                                                    |       |
| Compétition de poésie sur des thèmes connexes (類聚歌合, Ruijū utaawase), édition en vingt volumes                                            | collationnés par Minamoto Masazane et Fujiwara no Tadamichi                   | Compilation à grande échelle de poésies jusqu'à 1126; projet mis en œuvre par Minamoto Masazane auquel se joint Fujiwara no Tadamichi plus tard | Époque de Heian, XIIe siècle | 19 volumens, encre sur papier, 26,8 × 2 406,4 cm (vol. 8) et 27,0 × 2 637,1 cm (vol. 11)                                                                      | Yōmei Bunko, Kyoto                                                                        |       |
| 類聚古集 (Ruijū Koshū, lit. Collection de littérature similaire),                                                                             | Fujiwara no Atsutaka (藤原敦隆)                                               | Version ré éditée du Man'yōshū; les poèmes sont classés par thèmes tels que les saisons, le ciel, la terre et le paysages; écrit en man'yōgana suivi de hiragana.                                                                                     | Époque de Heian, avant 1120 | Seize livres reliés, encre sur papier | Université de Ryukoku, Kyoto                                                              |       |
| Collection de poèmes du prêtre Myōe (明恵上人歌集, Myōe Shōnin Kashū),                                                                        | Kōshin (高信)                                                                 | Collection de cent douze poèmes de Myōe et quarante-huit d'autres poètes, collationnés par le disciple de Myōe, Kōshin, pour le dix-septième anniversaire de la mort de Myōe                                                                          | Époque de Kamakura, 1248 | Un rouleau manuel, encre sur papier, 27,8 × 1 350 cm | Musée national de Kyoto, Kyoto                                                            |       |
| Collection cachée derrière une fenêtre fermée (深窓秘抄, Shinsō Hishō)                                                                        | Fujiwara no Kintō                                                             | Collection de cent un poèmes | Époque de Heian, 1008 | Un rouleau, encre sur papier, 26,3 × 830 cm | Musée d'art Fujita, Osaka                                                                 |       |
| 入道右大臣集 (Nyūdō Udaijin-shū) | Minamoto no Shunrai et Fujiwara no Teika (pages 6 et 7)                       | Transcription d'anthologie de poésie par Fujiwara no Yorimune (藤原頼宗) | Époque de Heian | Un livre relié de trente et une pages par fukuro-toji, encre sur papier décoré avec dessin à cinq couleurs (彩牋, saisen)                                     | Maeda Ikutokukai, Tokyo                                                                   |       |

#### Monogatari, poésie sino-japonaise, setsuwa
Il y a dix Trésors nationaux de six ouvrages de prose japonaise et de poésie sino-japonaise compilés entre le début du IXe siècle et la première moitié du XIIIe siècle. Les manuscrits de cette liste datent du début du Xe siècle à la seconde moitié du XIIIe siècle. Les trois volumes du Nihon Ryōiki sont compilés à titre privé par le prêtre Kyōkai vers 822,,. C'est la plus ancienne collection d'anecdotes japonaises (setsuwa) probablement issue de la tradition orale,. En combinant le bouddhisme avec les histoires populaires locales, cet ouvrage démontre une causalité karmique et sert de manuel pour la prédication,,. Deux sur quatre manuscrits existants distincts mais incomplets ont été désignés comme Trésors nationaux.
L'un des premiers matériaux kana et une des plus anciennes œuvres conservées de fiction en prose japonaise est le journal de Tosa écrit par Ki no Tsurayuki en 935,,. C'est le plus ancien journal de voyage japonais, rendant compte d'un voyage de retour à Kyoto après un mandat de quatre ans en tant que préfet de la province de Tosa,,. Le journal se compose de près de 60 poèmes reliés par des passages en prose qui détaillent les circonstances et l'inspiration de la composition des poèmes,,. L’œuvre est considérée comme un modèle pour la composition dans le style japonais. Le manuscrit original de Ki no Tsurayuki a été entreposé à la bibliothèque du  Rengeō-in, puis est passé plus tard en la possession d'Ashikaga Yoshimasa, après quoi la trace en est perdue. Tous les manuscrits survivants du Journal de Tosa sont des copies de ce manuscrit Rengeō-in. Le plus ancien d'entre eux, par Fujiwara no Teika, remonte à 1235. Un an plus tard, son fils Fujiwara no Tameie, produit une autre copie basée sur l'original. Les deux transcriptions sont des fac-similé complets de l'original, y compris le texte, la mise en page, les usages orthographiques et la calligraphie,. les deux manuscrits sont désignés Trésors nationaux.
Le Sanbō Ekotoba (984) (« Les trois joyaux » ou « Conte des trois frères » ou « Notes sur les images des trois joyaux »), est écrit en chinois par Minamoto no Tamenori pour l'amusement d'une jeune princesse tonsurée,,. Il s'agit d'un recueil de contes bouddhistes et un guide à des cérémonies et des figures bouddhistes importantes dans l'histoire japonaise du bouddhisme,. Le manuscrit désigné de 1273 est connu sous le nom « manuscrit Tōji Kanchiin »  et est le deuxième plus ancien du Sanbō Ekotoba. Il est pratiquement complet contrairement à celui de la fin de l'époque de Heian (Tōdaiji-gire) qui est un assortiment de fragments épars.
L'interaction culturelle entre le Japon et la Chine est illustrée par le Wakan rōeishū, collection de deux cent trente-quatre poèmes chinois, trois cent cinquante-trois poèmes écrits en chinois par des poètes japonaise (kanshi) et deux cent seize waka, tous disposés par thème,,. Compilée au début du XIe siècle par Fujiwara no Kintō, c'était la première et la plus réussie entreprise de ce genre,,. Le titre (en anglais), « Collection de récitations japonais-chinois » indique que les poèmes de cette collection sont destinés à être chantés,,. Le Wakan Rōeishū est précieux comme source de récitation poétique, de composition waka et pour sa calligraphie car il use de kana et de kanji,. Trois manuscrits du Wakan Rōeishū écrits sur du papier décoré sont désignés Trésors nationaux : Les deux rouleaux au musée national de Kyoto contiennent une transcription complète de l'œuvre et sont un exemple rare et pleinement développé de la calligraphie sur une base ashide-e,. L'édition Konoe à Yōmei Bunko est un bel exemple de karakami avec un dessin à cinq couleurs (saisen) et le Ōtagire est écrit sur papier teinté décoré de dessins d'or,.
Le Konjaku Monogatarishū de ca. 1120 est la plus importante compilation setsuwa,. C'est une compilation anonyme de plus de 1.000 anecdotes ou contes,. Les deux tiers environ des contes sont bouddhistes et racontent la propagation du bouddhisme de l'Inde au Japon via la Chine,. Comme telle, c'est la première histoire du bouddhisme au monde écrite en japonais. Ce Trésor national est aussi connu comme le « manuscrit Suzuka » et comprend neuf volumes couvrant le setsuwa d'Inde (vols. 2 and 5), de Chine (vols. 7, 9, 10) et du Japon (vols. 12, 17, 27, 29),. Il est considéré comme le plus ancien manuscrit existant du Konjaku Monogatarishū et a servi de source pour divers manuscrits postérieurs,.
Un commentaire du Genji Monogatari par Fujiwara no Teika, connu sous le nom « Okuiri »  (« Notes intérieures » ou « Notes de fin ») est désigné Trésor national,. Écrit autour de 1233, c'est le deuxième plus ancien commentaire du Genji, complétant le plus ancien commentaire, le Genji Shaku de 1160,,.
| Nom                                                                                        | Auteurs                             | Remarques | Année                                 | Format | Emplacement actuel                                                                         | Image |
| ------------------------------------------------------------------------------------------ | ----------------------------------- | --- | ------------------------------------- | --- | ------------------------------------------------------------------------------------------ | ----- |
| Nihon Ryōiki (日本霊異記) vol. 2, 3                                                        | Inconnu                             | Plus ancienne collection de setsuwa bouddhiste du Japon. Jusqu'à sa découverte en 1973, il n'y avait aucun texte complet du Nihon Ryōiki. Une copie du premier volume conservée à Kōfuku-ji, Nara est également Trésor national. | Fin de l'époque de Heian, XIIe siècle | Deux livres reliés (vol. 2, 3), encre sur papier                                                                                               | Raigō-in (来迎院), Kyoto                                                                   |       |
| Nihon Ryōiki (日本霊異記) vol. 1                                                           | Inconnu                             | Plus ancienne collection de setsuwa bouddhiste du Japon. Une copie du second volume conservée à Raigō-in (来迎院), Kyoto est également un Trésor national.                                                                       | Époque de Heian, 904                  | Un rouleau manuel (17 pages), encre sur papier, 29,6 × 870 cm                                                                                  | Kōfuku-ji, Nara, préfecture de Nara                                                        |       |
| Journal de Tosa (土左日記, tosa no nikki)                                                  | Transcription de Fujiwara no Tameie | Transcription fidèle de l'original du Xe siècle de Ki no Tsurayuki | Époque de Kamakura, 1236              | Un livre relié, encre sur papier, 16,8 × 15,3 cm, 50 pages                                                                                     | Osaka Aoyama Junior College (大阪青山学園, Ōsaka Aoyama gakuen), Minoh, préfecture d'Osaka |       |
| Journal de Tosa (土佐日記, Ki no Tsurayuki)                                                | Transcription de Fujiwara no Teika  | Fidèle transcription de l'original du Xe siècle de Ki no Tsurayuki | Époque de Kamakura, 1235              | Un livre relié, encre sur papier | Maeda Ikutokukai, Tokyo                                                                    |       |
| Illustration pour les Trois Joyaux (三宝絵詞, Sanbō Ekotoba),                              | Inconnu                             | Interprétation illustrée des trois important concepts du Bouddhisme : Buddha, Dharma, Sangha; copie d'un original par Minamoto no Tamenori (源為憲) (? – 1011)                                                                   | Époque de Kamakura, 1273              | Trois livres, encre sur papier, 27,5 × 16,7 cm                                                                                                 | Musée national de Tokyo, Tokyo                                                             |       |
| Wakan rōeishū technique ashide-e (芦手絵和漢朗詠抄, ashide-e wakan rōeishō),               | Fujiwara no Koreyuki (藤原伊行)     | Combinaison d'écriture et de motifs décoratifs (ashide-e technique): roseaux, oiseaux aquatiques, oiseaux en vol, rochers et roues, en bleu marine, bleu-vert, brun-rouge et argent                                              | Fin de l'époque de Heian, 1160        | Deux rouleaux manuels, encre sur papier, 27,9 × 367,9 cm et 27,9 × 422,9 cm                                                                    | Musée national de Kyoto, Kyoto                                                             |       |
| Wakanshō, second volume (倭漢抄下巻, wakanshō gekan), édition Konoe                        | Attribué à Fujiwara no Yukinari     | Écrit sur du papier imprimé avec des motifs de plantes, de carapaces de tortues et de phoenix en mica | Époque de Heian, XIe siècle           | Deux rouleaux manuels, encre sur papier décoratif avec dessin à couleurs (彩牋, saisen)                                                        | Yōmei Bunko, Kyoto                                                                         |       |
| Wakan rōeishū (倭漢朗詠抄, wakan rōeishō), fragments du second volume ou 太田切 (Ōtagire), | Attribué à Fujiwara no Yukinari     | Transmis au sein du clan Ōta, daimyos du domaine de Kakegawa | Époque de Heian, début du XIe siècle  | Deux rouleaux manuels, encre sur papier décoré (dessins à l'or sur papier imprimé et teint), hauteur: 25,7 cm, longueurs: 337,3 cm et 274,4 cm | Musée d'art Seikadō Bunko, Tokyo                                                           |       |
| Konjaku monogatari shū (今昔物語集, Konjaku Monogatarishū)                                 | Inconnu                             | Collection de contes | Fin de l'époque de Heian              | Neuf livres reliés par fukuro-toji (vol. 2, 5, 7, 9, 10, 12, 17, 27, 29)                                                                       | Université de Kyoto, Kyoto                                                                 |       |
| Commentaire du Genji monogatari (源氏物語奥入, Genji Monogatari okuiri)                    | Fujiwara no Teika                   | Plus ancien commentaire existant du Genji monogatari | Époque de Kamakura, c. 1233           | Un rouleau manuel, encre sur papier | Privé, Kyoto                                                                               |       |

### Livres d'histoire et contes historique
Les plus anciens ouvrages japonais de grande envergure sont les livres historiques (Kojiki et Nihon Shoki) ou des documents régionaux culturels et géographiques (fudoki) compilés sur ordre impérial au début du VIIIe siècle,,. Ils sont écrits dans le but de légitimer le nouvel État centralisé sous la domination impériale en reliant l'origine des empereurs à l'âge des dieux,,. Le plus ancien de ces livres historiques est le Kojiki (« Compte rendu de questions anciennes ») datant de 712 et composé par Ō no Yasumaro à la demande de l'impératrice Gemmei,,. Écrit en ancien style japonais avec des idéogrammes chinois, il rapporte l'origine mythologique du Japon et les événements historiques jusqu'à l'an 628,. Peu de temps après l'achèvement du Kojiki, apparaît le Nihon Shoki (ou Nihongi) en 720, probablement à la suite d'une demande de l'empereur Tenmu en 681,. Il s'agit d'une version beaucoup plus détaillée du Kojiki. Datant des événements et en fournissant des versions alternatives aux mythes, il couvre la période allant jusqu'en 697,,. Comparé au Kojiki, il suit le modèle des histoires dynastiques chinoises de façon plus étroite dans le style et la langue en utilisant le chinois classique orthodoxe,. Ces deux ouvrages constituent la base historique et spirituelle du shintoïsme,.
En 713, l'impératrice Gemmei ordonne aux gouverneurs provinciaux de compiler des documents officiels sur l'histoire, la géographie et les coutumes populaires locales,,. Ces indicateurs provinciaux portent le nom de fudoki (lit. « enregistrement du vent et de la terre ») et fournissent de précieuses informations sur les données économiques et ethnographiques, les contes et la culture locale,. Des plus de soixante indicateurs provinciaux compilés au début du VIIIe siècle, seulement cinq nous sont parvenus : Un, le Fudoki Izumo (733), est complet, et quatre, les Fudoki Bungo (années 730), Harima (circa 715), Hitachi (714–718) et Hizen (années 730) à l'état de fragments,,. Le Nihon Shoki est la première histoire officielle du Japon et la première d'une série de six histoires nationales (Rikkokushi) compilées sur une période de deux cents ans sur les modèles chinois,,. Sur la base de ces six histoires, Sugawara no Michizane classe les événements historiques par ordre chronologique et thématiques dans le Ruijū Kokushi achevé en 892,.
Avec la cessation des missions officielles en Chine et une tendance générale à se détourner des institutions et des comportements dérivés du chinois dans la dernière partie du IXe siècle, la compilation de ces histoires nationales calquées sur les histoires dynastiques chinoises formelles est abandonnée. Avec le développement de l'écriture kana, apparaissent à cette époque de nouveaux styles littéraires spécifiquement japonais tels que le monogatari. Le nouveau style d'écriture historique apparu au cours de la régence Fujiwara, au tournant de l'ancienne domination impériale et de l'époque classique, est appelé « conte historique » (rekishi monogatari) et se ressent de l'influence des contes de fiction, particulièrement du Genji monogatari, avec lequel il partage la construction scène par scène comme différence fondamentale d'avec les écrits historiques antérieurs,,,. Le plus ancien contre historique est le Eiga Monogatari (« Conte de splendeur » ou  « Dit de la magnificence »), qui donne un compte rendu chronologique élogieux des Fujiwara de 946 à 1027, en se concentrant particulièrement sur Fujiwara no Michinaga,,. Il est en grande partie rédigé par Akazome Emon, probablement peu après la mort de Michinaga en 1027,.
Il y a onze Trésors nationaux dans la catégorie des livres historiques dont un manuscrit du Kojiki, cinq manuscrits du Nihon Shoki, les Fudoki Harima et Hizen, deux manuscrits du Ruijū Kokushi et un du Eiga Monogatari. Tous ces trésors sont des copies tardives du Eiga monogatari, mais le contenu complet des ouvrages doit être reconstitué à partir de plusieurs d'entre eux (et d'autres fragments de manuscrits) ou être déduit à partir d'autres sources. Le Kojiki, longtemps négligé par les érudits jusqu'au XVIIIe siècle, n'est pas aussi bien conservé que le Nihon Shoki qui commence à être étudié peu de temps après sa compilation. Tout en étant le plus ancien texte de cette liste, le manuscrit existant datant du XIVe siècle est en fait l'entrée la plus récente,.
| Nom                                                                                               | Auteurs                                                | Remarques | Année                                                              | Format | Emplacement actuel | Image |
| ------------------------------------------------------------------------------------------------- | ------------------------------------------------------ | --- | ------------------------------------------------------------------ | --- | --- | ----- |
| Compte rendu de questions anciennes (古事記, Kojiki), Manuscrit Shinpukuji (真福寺本)             | Transcription par le moine Ken'yu (賢瑜)               | Plus ancien manuscrit existant du Kojiki | Époque Nanboku-chō, 1371–1372                                      | Trois livres reliés | Ōsukannon (大須観音) Hōshō-in (宝生院), Nagoya, préfecture d'Aichi                                                                         |       |
| Nihon Shoki (日本書紀), édition Maeda                                                             | Inconnu                                                | Fait partie des six histoires nationales (Rikkokushi); transmis au sein du clan Maeda | Époque de Heian, XIe siècle                                        | Quatre rouleaux manuels (volumes 11, 14, 17, 20), encre sur papier | Maeda Ikutokukai, Tokyo |       |
| Nihon Shoki (日本書紀), édition Iwasaki                                                           | Inconnu                                                | Fait partie des six histoires nationales, (Rikkokushi); transmis au sein de la famille Iwasaki | Époque de Heian, vers 1100                                         | Deux rouleaux manuels (volumes 22, 24: « empereur Suiko », « empereur Jomei »), encre sur papier | Musée national de Kyoto, Kyoto |       |
| Âge des dieux, chapitres du Nihon Shoki (日本書紀神代巻, Nihon Shoki jindai-kan), édition Yoshida | Urabe Kanekata (卜部兼方)                              | Avec une postface de Urabe Kanekata; transmis au sein de la branche Yoshida de la famille Urabe; fait parte des six histoires nationales, (Rikkokushi)                                                                      | Époque de Kamakura, 1286                                           | Deux rouleaux manuels (volumes 1, 2), encre sur papier, 29,7 × 3 012 cm et 30,3 × 3 386 cm | Musée national de Kyoto, Kyoto |       |
| Âge des dieux, chapitres du Nihon Shoki (日本書紀神代巻, Nihon Shoki jindai-kan), édition Yoshida | Transcription et postface de Urabe Kanekata (卜部兼方) | Transmis au sein de la branche Yoshida de la famille Urabe; fait partie des six histoires nationales, (Rikkokushi) | Époque de Kamakura, 1303                                           | Deux rouleaux manuels (volumes 1, 2), encre sur papier, 29 × 2 550 cm et 29 × 2 311 cm | Bibliothèque de l'Université de Tenri (天理大学附属天理図書館, Tenri daigaku fuzoku Tenri toshokan), Tenri, préfecture de Nara             |       |
| Nihon Shoki (日本書紀), édition Tanaka,                                                           | Inconnu                                                | Plus ancienne transcription existante du Nihon Shoki; considéré du point de vue stylistique comme étant proche de l'original de 720; comporte au dos une copie des Œuvres complètes de Kukai de la fin de l'époque de Heian | Époque de Heian, IXe siècle                                        | Fragments (neuf feuilles sur onze, première et dernière pages manquantes) d'un rouleau manuel (vol. 10: "empereur Ōjin"), encre sur papier, 28,0 × 566,0 cm                                                    | Musée national de Nara, Nara, préfecture de Nara                                                                                           |       |
| Fudoki de Harima (播磨国風土記, Harima no kuni fudoki)                                            | Inconnu                                                | Transcription d'un ancien indicateur de culture et de géographie du début de l'époque de Nara; plus ancien manuscrit fudoki existant                                                                                        | Fin de l'époque de Heian                                           | Un rouleau manuel, encre sur papier, 28,0 × 886,0 cm | Bibliothèque de l'Université de Tenri (天理大学附属天理図書館, Tenri daigaku fuzoku Tenri toshokan), Tenri, préfecture de Nara             |       |
| Fudoki Hizen (肥前国風土記, Hizen no kuni fudoki)                                                 | Inconnu                                                | Transcription d'un ancien indicateur de culture et de géographie du début de l'époque de Nara | Époque de Kamakura                                                 | Un livre relié | Propriétaire : privé; sous la garde de : musée Kagawa (香川県歴史博物館, Kagawa-ken Rekishi Hakubutsukan), Takamatsu, préfecture de Kagawa |       |
| Ruijū Kokushi (類聚国史)                                                                          | Inconnu                                                | Collationné par Maeda Tsunanori; un des plus anciens manuscrits existants du Ruijū Kokushi | Époque de Heian, XIIe siècle                                       | Quatre rouleaux manuels (volumes 165, 171, 177, 179), encre sur papier | Maeda Ikutokukai, Tokyo |       |
| Ruijū Kokushi (類聚国史),                                                                         | Inconnu                                                | Anciennement en possession de Kanō Kōkichi (狩野亨吉), professeur de littérature à l'Université impériale de Kyoto; un des manuscrits les plus anciens du Ruijū Kokushi                                                     | Fin de l'époque de Heian                                           | Un manuel (vol. 25), 27,9 × 159,4 cm | Université du Tōhoku, Sendai, Préfecture de Miyagi                                                                                         |       |
| Eiga Monogatari (栄花物語),                                                                       | Inconnu                                                | Épopée sur la vie du courtisan Fujiwara no Michinaga; plus ancien manuscrt existant; transmis au sein de la famille Sanjōnishi                                                                                              | Époque de Kamakura (Ōgata: mid-Kamakura, Masugata: early Kamakura) | Dix-sept livres reliés : dix de l'édition Ōgata (jusqu'au vingtième rouleau), sept de l'édition Masugata (jusqu'au quarantième rouleau), encre sur papier, 30,6 × 24,2 cm (Ōgata) et 16,3 × 14,9 cm (Masugata) | Musée national de Kyūshū, Dazaifu, préfecture de Fukuoka                                                                                   |       |

## Autres
Dix-huit des livres japonais désignés Trésors nationaux n'appartiennent pas à l'une des catégories ci-dessus. Ils représentent quatorze œuvres de divers genres dont des biographies, des recueils de règles ou de lois, des archives de temple, des partitions musicales, un livre de médecine et des dictionnaires. Deux des plus anciens ouvrages désignés sont des biographies du régent Shōtoku Taishi de la période Asuka. Le Shitennō-ji Engi, censé être une autobiographie du prince Shotoku, décrit Shi Tennō-ji, et peut avoir été créé pour promouvoir le temple. Ce Trésor national comprend deux manuscrits : le présumé manuscrit original découvert en 1007 à Shi Tennō-ji et une transcription ultérieure par l'empereur Go-Daigo. Écrit sur ordre impérial au début du XIIIe siècle, le Jōgū Shōtoku Hōō Teisetsu est la plus ancienne biographie existante de Shōtoku,,. Il se compose d'un recueil d'anecdotes, légendaire et miraculeuse par nature, qui mettent l'accent sur les activités bouddhistes de Shotoku pour des raisons de légitimité impériale, et se situe au début de la littérature bouddhiste setsuwa,. Le plus ancien manuscrit existant des huit cent trois Enryaku Kōtaishiki, recueil de règles relatives au changement des gouverneurs de province de 782 à 803, est désigné Trésor national.
Le plus ancien lexique japonais existant remonte au début de l'époque de Heian. Basé sur le Yupian chinois, le Tenrei Banshō Meigi est compilé vers 830 par Kūkai et est le plus ancien dictionnaire de sinogrammes fait au Japon,. Le Hifuryaku est un énorme dictionnaire chinois en mille fascicules énumérant l'utilisation de mots et de caractères dans plus de mille cinq cents textes de différents genres. Compilée en 831 par Shigeno Sadanushi et d'autres, c'est la plus ancienne encyclopédie japonaise existante,. Le Ishinpō, le plus ancien traité médical existant d'un auteur japonais compilé en 984 par Tanba Yasuyori, est l'objet de deux Trésors nationaux,,. Il est basé sur un grand nombre de textes médicaux et pharmaceutique chinois et contient des connaissances sur la prescription de médicaments, les plantes traditionnelles (simples), l'hygiène, l'acupuncture, la moxibustion, l'alchimie et la magie. Les deux Trésors associés se composent respectivement du plus ancien  manuscrit existant (partiel) et du plus ancien manuscrit complet,.
Compilé entre 905 et 927 par Tadahira, le Engishiki est le recueil juridique le plus respecté de l'âge ritsuryō et une précieuse ressource pour l’étude du système de cour de l'époque Heian,,. L'empereur Daigo en a commandé la compilation. Le Engishiki est selon David Lu une « inestimable ressource et un des plus grands recueils de lois et de jurisprudence »,. Les trois Trésors nationaux désignés du Engishiki représentent les plus anciens manuscrits existants (édition Kujō) et la plus ancienne édition existante dont la date est déterminée (édition Kongōji). Deux manuscrits désignés Trésors nationaux se rapportent à la musique : le plus ancien livre de chants kagura, (Kagura wagon hifu), approximativement daté du Xe siècle et la plus ancienne partition saibara, (Saibara fu), traditionnellement attribuée au prince Munetaka mais l'étude de la calligraphie le fait remonter au milieu du XIe siècle,. Le Hokuzanshō se compose de textes écrits par Fujiwara no Kintō sur les coutumes de cour et la fonction du daijō-kan. Le manuscrit désigné du Hokuzanshō du musée national de Kyoto qui remonte à environ 1000, se distingue par l'un des rares premiers exemples existants d'utilisation du hiragana et pour les plus anciennes lettres qui subsistent écrites en kana sur le côté inverse du rouleau,. Autour du début du XIIe siècle, un prêtre bouddhiste shingon, compile un dictionnaire avec un grand nombre de caractères à forme variante connu sous le nom Ruiju Myōgishō. L'édition Kanchiin  est le plus ancien manuscrit complet existant de cet ouvrage,. Parmi les documents les plus récents dans cette liste se trouvent les archives de deux temples : le Omuro Sōjōki qui rend compte de la lignée impériale des prêtres à Ninna-ji à partir de l'ère Kanpyō, tandis que le Tōhōki de 1352 indique les trésors que détient le Tō-ji,,. Le manuscrit original de la biographie de Kōbō Daishi écrit de la main de l'empereur Go-Uda en 1315 est désigné Trésor national.
| Nom | Auteurs                                                 | Remarques | Année                                                            | Format | Emplacement actuel | Image |
| --- | ------------------------------------------------------- | --- | ---------------------------------------------------------------- | --- | --- | ----- |
| Histoire légendaire de Shitennō-ji (四天王寺縁起, Shitennō-ji engi)                                                      | Prince Shōtoku (?) et empereur Go-Daigo (transcription) | Document sur l'origine du Shitennō-ji et transcription | Époque de Heian et époque Nanboku-chō, 1335                      | Deux rouleaux | Shitennō-ji, Osaka |       |
| Anecdotes du souverain dharma roi Shotoku du haut Palais (上宮聖徳法王帝説, Jōgū Shōtoku Hōō Teisetsu)                   | Inconnu                                                 | Biographie de Shōtoku Taishi | Époque de Heian, 1050 (en partie écrit au début du VIIIe siècle) | Un rouleau, encre sur papier, 26,7 × 228,8 cm                                                                           | Chion-in, Kyoto |       |
| Réglementation Enryaku sur le transfert du siège (延暦交替式, Enryaku Kōtaishiki)                                        | Inconnu                                                 | Plus ancienne copie existante de l'original de 803 | Époque de Heian, vers 859–877                                    | Un rouleau, encre sur papier                                                                                            | Ishiyama-dera, Ōtsu, préfecture de Shiga                                                                                    |       |
| Les myriades de choses, marquées, définies, en écriture deu et en écriture cléricale (篆隷万象名義, Tenrei Banshō Meigi) | Inconnu                                                 | Plus ancien dictionnaire kanji existant. Transcription de l'original par Kūkai à partir d'environ 830–835 | Époque de Heian, 1114                                            | Six livres reliés par fukuro-toji, encre sur papier, 26,8 × 14,6 cm                                                     | Kōzan-ji, Kyoto |       |
| 秘府略 (Hifuryaku) | Inconnu                                                 | Une partie des mille rouleaux du Hifuryaku, la plus ancienne proto-encyclopédie du Japon, de 831 | Époque de Heian                                                  | Un rouleau, encre sur papier: vol. 868                                                                                  | Maeda Ikutokukai, Tokyo |       |
| Ishinpō (医心方), édition Nakarai,                                                                                       | Inconnu                                                 | Transmis au sein de la famille Nakarai; plus ancienne transcription existante de cet ouvrage | Époque de Heian, XIIe siècle.                                    | Trente rouleaux, un livre relié par fukuro-toji, encre sur papier. Premier rouleau : 27,7 × 248,0 cm                    | Musée national de Tokyo, Tokyo                                                                                              |       |
| Ishinpō (医心方) | Inconnu                                                 | Considéré plus proche de l'original, car il contient moins d'annotations que l'édition Nakarai du Ishinpō | Époque de Heian                                                  | Cinq livres reliés, volumes 1, 5, 7, 9, fragments du 10                                                                 | Ninna-ji, Kyoto |       |
| Règles et règlements concernant les cérémonies et autres événements (延喜式, Engishiki), édition Kujō,                   | Inconnu (plus d'une personne)                           | Transmis au sein de la famille Kujō ; le verso de vingt—trois de ces rouleaux comporte environ cent-quatre-vingt-dix lettres ; copie existante la plus ancienne et la plus complète du Engishiki | Époque de Heian, XIIe siècle                                     | Vingt-sept rouleaux, encre sur papier; vol. 2 : 27,5 × 825,4 cm, vol. 39 : 28,7 × 1 080,2 cm, vol. 42 : 33,6 × 575,1 cm | Musée national de Tokyo, Tokyo                                                                                              |       |
| Règles et règlements concernant les cérémonies et autres événements (延喜式, Engishiki) édition Kongōji,                 | Inconnu                                                 | Plus ancien manuscrit existant du Engishiki avec une date précise | Époque de Heian, 1127                                            | Trois rouleaux, encre sur papier: vol. 12, fragments, vol. 14, vol. 16                                                  | Kongō-ji (金剛寺), Kawachinagano, préfecture d'Osaka                                                                        |       |
| Registre des sanctuaires au Japon (延喜式神名帳, Engishiki Jinmyōchō)                                                    | Inconnu                                                 | Les volumes 9 et 10 du Engishiki contiennent un registre des sanctuaires shinto | Époque de Heian, 1127                                            | Un rouleau, encre sur papier: vol. 9 et 10                                                                              | Kongō-ji (金剛寺), Kawachinagano, préfecture d'Osaka                                                                        |       |
| Musique kagura secrète pour la cithare à six cordes (Yamatogoto (神楽和琴秘譜, Kagura wagon hifu)                        | Attribué à Fujiwara no Michinaga                        | Plus ancien livre de chant kagura existant | Époque de Heian, Xe et XIe siècles                               | Un rouleau manuel, encre sur papier, 28,5 × 398,4 cm                                                                    | Yōmei Bunko, Kyoto |       |
| Manuel sur l'étiquette courtoise (北山抄, Hokuzanshō)                                                                    | Inconnu                                                 | Transcription de l'original du XIe siècle par Fujiwara no Kintō | Époque de Heian                                                  | Douze rouleaux | Maeda Ikutokukai, Tokyo |       |
| Manuel sur l'étiquette courtoise, volume 10 (稿本北山抄, kōhon Hokuzanshō)                                               | Fujiwara no Kintō                                       | Brouillon de manuel sur l'étiquette courtoise. Seul volume existant de l'ouvrage original de la main de l'auteur et plus anciennes lettres existantes (au verseau) en kana. Titre du volume : « Directives sur le service de Cour ». Le papier utilisé est celui de vieilles lettres et de documents officiels. | Époque de Heian, début du XIe siècle, avant 1012                 | Un rouleau manuel, encre sur papier, 30,3 × 1 279,0 cm                                                                  | Musée national de Kyoto, Kyoto                                                                                              |       |
| Partition de musique Saibara (催馬楽譜, Saibara fu),                                                                     | Attribué au prince Munetaka                             | Plus ancienne partition Saibara existante | Époque de Heian, milieu du XIe siècle                            | Un livre relié par fukuro-toji, encre sur papier avec dessin de nuages, 25,5 × 16,7 cm                                  | Nabeshima Hōkōkai (鍋島報效会), Saga, préfecture de Saga                                                                    |       |
| Dictionnaire Classé de prononciations et significations, annoté (類聚名義抄, Ruiju Myōgishō), édition Kanchi-in          | Inconnu                                                 | Plus ancienne édition complète existante; édition révisée et complétée de l'original du XIe siècle | Milieu de l'époque de Kamakura                                   | Onze livres reliés | Bibliothèque de l'Université Tenri (天理大学附属天理図書館, Tenri daigaku fuzoku Tenri toshokan), Tenri, préfecture de Nara |       |
| 御室相承記 (Omuro sōjōki),                                                                                               | Inconnu                                                 | | Début de l'époque de Kamakura                                    | Six rouleaux | Ninna-ji, Kyoto |       |
| 後宇多天皇宸翰弘法大師伝 (Go-Uda tennō shinkan Kōbō Daishi den)                                                          | Empereur Go-Uda                                         | Biographie de Kōbō-Daishi (Kūkai), manuscrit original | Époque de Kamakura, 21 mars 1315                                 | Un rouleau suspendu, encre sur soie, 37,3 × 123,6 cm                                                                    | Daikaku-ji, Kyoto |       |
| Histoire de Tō-ji (東宝記, Tōhōki)                                                                                       | Édité par Gōhō (杲宝) et Kenpō (賢宝)                   | Liste des trésors à Tō-ji | Époque Nanboku-chō à époque de Muromachi                         | Douze rouleaux, un livre relié par fukuro-toji                                                                          | Tō-ji, Kyoto |       |